# Unholy Cross (Bloodbound)
Unholy Cross è il quarto album in studio del gruppo musicale svedese Bloodbound, pubblicato il 18 marzo 2011 dalla AFM Records.

## Tracce
1. Moria – 5:41
2. Drop the Bomb – 3:56
3. The Ones We Left Behind – 5:21
4. Reflections of Evil – 4:21
5. In for the Kill – 4:30
6. Together We Fight – 5:21
7. The Dark Side of Life – 3:58
8. Brothers of War – 5:07
9. Message from Hell – 3:31
10. In the Dead of Night – 4:01
11. Unholy Cross – 4:47

Durata totale: 50:34

## Formazione
- Patrik Johansson – voce
- Tomas Olsson – chitarra
- Henrik Olsson – chitarra ritmica
- Fredrik Bergh – tastiera
- Anders Broman – basso
- Pelle Åkerlind – batteria